# Masis, Ararat
Masis là một đô thị thuộc tỉnh Ararat, Armenia. Dân số ước tính năm 2011 là 22517 người. Đô thị này thuộc vùng đô thị Yerevan.